# Луций Постумий Темпсан
Лу́ций Посту́мий Темпса́н (лат. Lucius Postumius Tempsanus; III—II века до н. э.) — римский политический деятель из патрицианского рода Постумиев, претор 185 года до н. э., наместник в Таренте. Подавил волнения в своей провинции, принял участие в расправе над участниками вакханалий.

## Биография
Луций Постумий принадлежал к древнему патрицианскому роду. В каком родстве он находился с другими Постумиями, которых в начале II века до н. э. было довольно много, неясно. Когномен Луция Темпсан (Tempsanus) явно связан с названием римской колонии Темпса в Бруттии, основанной в 194 году до н. э., но какие-либо детали и в этом случае остаются неизвестными.
Луций упоминается в источниках всего два раза, и в обоих случаях речь идёт об «Истории Рима от основания города» Тита Ливия. Первое упоминание относится к 185 году до н. э. Темпсан тогда занял должность претора, причём его имя на пятом и предпоследнем месте в списке. Другими членами коллегии стали его сородич Авл Постумий Альбин Луск (второй), ещё один патриций Публий Корнелий Цетег (первый) и трое плебеев — Гай Афраний Стеллион, Гай Атилий Серран, Марк Клавдий Марцеллин (третий, четвёртый и шестой соответственно). В качестве провинции Луций получил город Тарент в Апулии. В конце года ему пришлось подавлять волнения рабов в этом регионе: по словам Ливия, наместник «учинил строгое дознание о пастухах, разбойничавших по дорогам и общественным пастбищам, и осудил около семи тысяч».
В следующем году (184 до н. э.) Темпсан оставался в Таренте с теми же полномочиями. Ливий снова называет его претором, но в действительности Луций был тогда уже пропретором. В этом качестве он окончательно уничтожил «разбойничьи шайки пастухов» и завершил расследование дела о вакханалиях, начавшееся в Риме. Многие сторонники оргиастического культа, которых начали преследовать в столице, обвиняя в заговоре, убийствах и разврате, бежали в Апулию и скрывались в окрестностях Тарента. Луций Постумий их всех арестовал, одних судил и казнил на месте, а других отослал в Рим. После этого он уже не упоминается в источниках.
Исследователи отмечают, что два сообщения Ливия о борьбе Темпсана с апулийскими пастухами мало отличаются друг от друга. Существует гипотеза, что в источнике просто задвоилась информация об одном и том же событии. Кроме того, антиковеды обратили внимание, что о деятельности на посту претора Авла Постумия Альбина Луска (сородича и коллеги Луция) Ливий не говорит абсолютно ничего; между тем Луск впоследствии стал консулом, и в целом его биография известна намного лучше. Отсюда возникло предположение, что на самом деле в преторской коллегии 185 года до н. э. был только один Постумий, но из-за использования Ливием разных источников появился второй, никогда не существовавший в реальности.